# Corfitz Anton Ulfeldt
Corfitz Anton rigsgreve Ulfeldt (også stavet Uhlefeld, Ulfeld) (født 15. juni 1699 i Kronstadt, død 31. december 1769 i Wien) var en østrigsk statsmand og diplomat. Med hans død uddøde slægten Ulfeldt på mandslinjen.

## Karriere
Han var søn af Leo Ulfeldt og Anna Maria Ulfeldt, født Sinzendorf, og broder til Frantz Anton Ulfeldt. Han deltog 1716 som ritmester i felttoget mod tyrkerne ved faderens regiment og var 1716-20 udenlands.
I 1724 blev Ulfeldt kejserlig-kongelig øverste kæmmerer, dvs. øverste finansembedsmand og 1. oktober virkelig rigshofråd ved administrationen i Wien. 1726 fik han titel af råd i den nedreøsterrigske regering.

### Diplomat og udenrigsminister
Dernæst slog Ulfeldt ind på en diplomatisk karriere ved kejserhoffet i Wien. Han blev 1728 Østrigs sendebud ved hoffet i Savoyen, 1733 bøhmisk komitialgesandt i Regensburg, generalbefuldmægtiget ved generalstaterne i Haag, og fra 1739 til 1741 havde han den vigtige og prekære post som ambassadør i Konstantinopel ("storambassadør ved den ottomanniske port").
I august 1741 blev Ulfeldt virkelig konferenceminister, dvs. en del af selve regeringen og inderkredsen ("konferencen") omkring kejserinde Maria Theresia, og i februar 1742 nåede han det højeste udenrigspolitiske embede, idet han efterfulgte Johann Christoph von Bartenstein som ledende minister for de udenrigske anliggender. Denne post bevarede han til 1753, hvor han blev afløst af Wenzel Anton von Kaunitz-Rietberg.
Dermed lykkedes det for Corfitz Anton at få den store internationale og udenrigspolitiske karriere, som var glippet for hans forfader Corfitz Ulfeldt.

### Andre embeder i de habsburgske lande
Ulfeldt var i 1734 blevet gehejmeråd og var den 6. januar 1744 blevet dekoreret med ordenen af Det gyldne Vlies. Han havde også en række sekundære stillinger i de forskellige habsburgske lande: Fra 1742 var han kgl. ungarsk hof- og statskansler, fra maj 1743 Oberst-Erbland und Silberkämmerer i Bøhmen og generalpostdirektør i Arvelandene. Samme år blev han optaget i det steierske landmandsskab. 
Efter sin afgang i 1753 forlod han helt statstjenesten og helligede sig livet som herremand, for han ejede godserne Goltzsch, Jendkau, Hostaschow, Prodlitz og Ottaslawitz.

## Ægteskaber
Ulfeldt var første gang gift med Maria Anna von Virmont, der var datter af grev Damian Hugo von Virmont zu Neersen og Johanna Petronella Victoria von Nesselrode, og som efter et kort ægteskab døde den 19. december 1731.
Ulfeldt giftede sig anden gang den 16. april 1743 med Marie Elisabeth prinsesse af Lobkowicz (født 23. november 1726, død 29. juli 1786), datter af fyrste Philipp Hyazinth von Lobkowicz og Anna Maria Wilhelmine grevinde von Althann. I dette ægteskab fik han to døtre, mens deres søn Johann Baptist døde som spæd, hvorfor slægten Ulfeldt uddøde med ham.